# Aubrey Peeples
Aubrey Peeples est une actrice et chanteuse. Elle est connue pour son rôle de Layla Grant dans la série Nashville et pour son rôle principal dans l'adaptation cinématographique Jem et les Hologrammes de Jon Chu.

## Biographie

### Enfance
Aubrey Shea Peeples est née le 27 novembre 1993 à Lake Mary en Floride. Ses parents se nomment Wendy et Ashley et elle a une petite sœur nommée Ally,. Aubrey s'est produite au Théâtre de Répertoire d'Orlando pendant 10 ans,. Elle termine ses études à l'école secondaire de Lake Mary (en), où elle sort major de la promotion 2012,. Elle est, par la suite, acceptée à Harvard mais reporte son entrée par deux fois, la deuxième fois à la suite de l'acceptation d'un rôle dans la série Nashville sur ABC.

### Carrière
Aubrey  a joué dans plusieurs séries en tant que guest-star telles que Drop Dead Diva, Burn Notice, Austin & Ally ou encore Grey's Anatomy et a obtenu un rôle récurrent dans la série Necessary Rughness. Elle est également apparue dans plusieurs productions telles que Ace Ventura 3, The Good Mother, Sharknado. Elle obtient par la suite le rôle de Layla Grant dans la deuxième saison de la série de Nashville,,,. En 2014, elle partage l'affiche du film Tokarev aux côtés de Nicolas Cage.
En 2014, elle obtient le rôle principal du film Jem et les Hologrammes de Jon Chu, basé sur la série télévisée d'animation américano-japonaise éponyme des années 1980.

## Filmographie

### Cinéma
- 2009 : Ace Ventura 3 de David M. Evans : Daniella
- 2013 : The Good Mother : Kate
- 2013 : Sharknado d'Anthony C. Ferrante : Claudia Shepherd
- 2014 : Tokarev de Paco Cabezas : Caitlin Maguire
- 2014 : A Conversation: Anne Frank Meets God : Anne Frank
- 2015 : Jem et les Hologrammes de Jon Chu : Jem / Jerrica Benton

### Télévision
- 2010 : Drop Dead Diva (Bad Girls) : Madison Thomas
- 2011 : Charlie's Angels (Angel with a Broken Wing) : Sarah Daniels
- 2011 : Burn Notice (Necessary Evil) : Sophie Resnick
- 2011-2012 : Necessary Rughness : Winter
- 2012 : Austin & Ally (Diners & Daters) : Cassidy
- 2013 : Grey's Anatomy (The End Is the Beginning Is the End)
- 2013 - 2016 : Nashville : Layla Grant  (56 épisodes)
- 2014 : Star-Crossed (Pilot) : Rochelle
- 2019 : Lycéenne parfaite pour crime parfait (Death of a Cheerleader) : Bridget Moretti